# Episodi di Wingin' It (terza stagione)
La terza stagione della serie televisiva Wingin' It composta da 10 episodi, è stata trasmessa sul canale canadese Family Channel dall'11 giugno al 22 giugno 2012.
In Italia la serie televisiva è stata trasmessa su Disney Channel dal 17 settembre al 28 settembre 2012.
| nº | Titolo originale          | Titolo italiano                       | Prima TV Canada | Prima TV Italia   |
| -- | ------------------------- | ------------------------------------- | --------------- | ----------------- |
| 1  | Forget About It           | Alla ricerca della memoria perduta    | 11 giugno 2012  | 17 settembre 2012 |
| 2  | Pimento                   | Il torneo del mangiatore di hamburger | 12 giugno 2012  | 18 settembre 2012 |
| 3  | Practical Romance         | L'appuntamento di prova               | 13 giugno 2012  | 19 settembre 2012 |
| 4  | Announce of Prevention    | L'ispettore didattico                 | 14 giugno 2012  | 20 settembre 2012 |
| 5  | What I Re-Like About You  | Mi ri-piaci                           | 15 giugno 2012  | 21 settembre 2012 |
| 6  | Angel on Hippocampus      | La memoria di Jane                    | 18 giugno 2012  | 24 settembre 2012 |
| 7  | Cosmonaut Claire 3-D      | Cosmonauta Claire in 3-D              | 19 giugno 2012  | 25 settembre 2012 |
| 8  | Total Debate of the Heart | Il dibattito del cuore                | 20 giugno 2012  | 26 settembre 2012 |
| 9  | Flowers for Sergernon     | La matita magica                      | 21 giugno 2012  | 27 settembre 2012 |
| 10 | Live and Let Fly          | Vivi e lascia volare                  | 22 giugno 2012  | 28 settembre 2012 |

## Alla ricerca della memoria perduta
- Titolo originale: Forget About It
- Scritto da: Bradley Gee Hill
- Diretto da: Mitchell T. Ness

### Trama
Dopo che Alex si lascia sfuggire che è stata organizzata una festa a sorpresa per il compleanno di Carl, Porter usa la magia su di lui per farglielo scordare, e si ritrova in una Bennett High parallela, dove è solo e non ricorda niente: per un errore dell'angelo, ha perso gran parte della memoria, anziché solo quella di cinque minuti prima, come avrebbe voluto Porter. Carl deve ritornare indietro prima delle cinque, e per far questo deve ricordarsi, tramite gli oggetti che ci sono nella Bennett, di amici e parenti. Poco prima che il termine scada, gli manca solo Jane da ricordare, perciò Porter e Denise le chiedono qualcosa che gli faccia tornare la memoria. Jane prende delle foto di lei insieme a Carl e le mette nella guida angelica, poiché hanno scoperto che, quando gli angeli la evocano, passa dal mondo parallelo di Carl. L'umano, guardando le fotografie, si ricorda di Jane e anche di quanto le piaccia ancora, riuscendo così a tornare nel mondo normale. Tornato a casa, può finalmente godersi la sua festa a sorpresa.

## Il torneo del mangiatore di hamburger
- Titolo originale: Pimento
- Scritto da: Brian Hartigan
- Diretto da: Ron Murphy
- Guest star: Chris Tarpos ("Discarica umana"), Jacob Neayem ("Cassonetto")

### Trama
Carl partecipa a una gara di mangiatori di hamburger e viene scelto quale rappresentante per la sfida con la Terrendale High School. Porter usa la magia per facilitarlo, visto che è in difficoltà, ma per sbaglio lo fa squalificare. Carl si arrabbia con l'angelo, il quale, però, gli fa vedere due finali della gara alternativi: una dove lui perde la gara, però resta con i suoi amici; un'altra dopo lui vince la gara, però perde i suoi amici. Alla fine, Carl sceglie quella dove perde la gara con La discarica umana e resta con i suoi amici.

## L'appuntamento di prova
- Titolo originale: Practical Romance
- Scritto da: Roger Fredericks
- Diretto da: Mitchell T. Ness

### Trama
Porter usa la magia per far avere a Carl un appuntamento con Sarah; dopo che lo ottiene, vuole assicurarsi che sia perfetto, perciò fa delle prove di come andrà con Jane. 
Brittany, intanto, indice dei provini per accompagnare un suo monologo durante una serata, ma non riesce ad essere abbastanza triste per interpretare la sua parte; poco prima dello spettacolo, riceve un messaggio da un agente teatrale che doveva andare a vederla, dicendo che non poteva venire. Questo fa sì che Brittany diventi triste, così riesce ad esibirsi nel monologo entrando nella parte. Nel contempo, Carl, conclude l'"appuntamento di prova", riuscito perfettamente e accompagna a casa Jane. Prima di congedarsi i due si baciano, sapendo che la serata è stata speciale.
All'incontro con Sarah è distratto e ha la mente altrove, e proprio con questa noncuranza fa una buona impressione su di lei, che è solita non concedere un secondo appuntamento, ma a Carl non interessa e lo rifiuta, sapendo che gli piace ancora Jane.

## L'ispettore didattico
- Titolo originale: Announce of Prevention
- Scritto da: Brian Hartigan
- Diretto da: Kim Derko

### Trama
Carl e Brittany competono per essere il presentatore degli annunci scolastici del mattino. Mentre Brittany ottiene un successo, Carl fa annoiare tutti con i suoi annunci, pertanto diventa Brittany la presentatrice. Carl chiede al preside Malone di avere un'altra possibilità, e visto che il preside riceverà un ispettore didattico per valutare il suo operato, accetta, a patto che ciò che dica al mattino faccia diventare gli alunni più studiosi, così da fare bella figura con l'ispettore. Con l'aiuto di Porter fa credere agli studenti che ci siano degli alieni nella scuola, che faranno del male a chi non è intelligente. Il metodo funziona, ma tutta la scuola va in panico. Inaspettatamente, l'ispettore arriva in anticipo e il preside Malone crede che verrà licenziato, ma al contrario riceve il premio "Preside dell'anno", per aver riuscito a tenere insieme la Bennett High in mezzo a quel disastro.

## Mi ri-piaci
- Titolo originale: What I Re-Like About You
- Scritto da: Chloe Van Keeken
- Diretto da: Michael T. Ness

### Trama
Jane si rende conto che ha una cotta per Carl, ma pensa che, dopo che lo ha rifiutato (vedi "L'incantesimo del bacio"), lei non gli piaccia più. Jane si rivolge a Brittany per "ri-piacere" a Carl, la quale le dà consigli inutili che la fanno solo sembrare sciocca ai suoi occhi; Carl chiede a Brittany perché Jane sia così strana e lei gli spiega che è perché ha una cotta per lui. Brittany, allora, dà a entrambi dei consigli per farsi piacere e dice loro di far ingelosire l'altro. Così organizzano un doppio appuntamento, Jane con Serge e Carl con Melissa.
Denise, intanto, è infastidita perché Mildred Stern, la burocrate dei Piani Alti, non le ha ancora dato il suo compito di Angelo Tirocinante; Porter, per non accrescere la sua frustrazione, non le rivela di Jane e Carl, sapendo che prova ancora qualcosa per lui.
Nel frattempo, i due umani cercano di mettere in risalto le qualità del proprio partner, per ingelosirsi a vicenda; ciò fa sì che Melissa e Serge si piacciano, così lasciano il locale, mentre Carl e Jane discutono ancora. Denise, intanto, è venuta a sapere dell'amore che c'è fra i due e ne resta delusa, ma fa la cosa giusta facendoli avvicinare e metterli insieme.
Ciò non è sfuggito agli occhi di Miss Stern, la quale dice che potrà iniziare la procedura per l'assegnazione del compito di Denise come AT.

## La memoria di Jane
- Titolo originale: Angel on Hippocampus
- Scritto da: Alex Nussbaum, Rachael Schaefer
- Diretto da: Michael T. Ness

### Trama
Jane viene arrestata dall'Agente 45 per essere un'umana con una conoscenza non autorizzata degli Angeli. Jane deve dimostrare la sua affidabilità nel non rivelare niente o le verrà rimossa la memoria. Non riesce nei suoi tentativi di convincere l'Agente 45 che lei è degna di fiducia, perciò Porter conduce Alex (non rivelandogli il luogo effettivo) dal computer dove si trovano tutti i dati dei Piani Alti, per violare il sistema e modificarne la password, in modo che la conosca solo Jane. Così facendo riesce a contrattare: lei diceva all'Agente la nuova password e lui non le faceva togliere la memoria; alla fine accetta, e poiché gli angeli non mentono mai, Carl e Porter sono sicuri di ciò e riescono a riportarla sulla Terra.
Serge e Brittany, intanto, gareggiano per decidere chi dovrà diventare il Presidente del "Club del Pettegolezzo": riesce a vincere Brittany, ma poiché il suo pettegolezzo, che è stato fatto girare per tutta la Bennett, diceva che aveva rubato le risposte del test del professor Dolby (anche se non era vero) finisce in punizione e Serge diventa presidente.

## Cosmonauta Claire in 3-D
- Titolo originale: Cosmonaut Claire 3-D
- Scritto da: Chloe Van Keeken
- Diretto da: Don McCutcheon
- Guest star: Colin Mochrie (Guardia di sicurezza), Jamie Johnston (Stone Hardcastle)

### Trama
Carl è in coda per la prima del film "Cosmonauta Claire" in 3-D, ma deve lasciare la fila per prendere da mangiare; gli viene promesso che gli verrà tenuto il posto, ma appena ritorna nessuno lo vuole davanti e la guardia di sicurezza lo spedisce in fondo alla fila. Intanto, Brittany vuole assolutamente sfilare sul red carpet, riservato alla star del film, Stone Hardcastle. Riesce ad entrare nella sua limousine e lo incontra; lui le confida che non gli piace essere famoso; allora Brittany gli insegna ad apprezzare la celebrità. Con un trucco riesce a prendere il suo cellulare, dove ha scattato una foto che lo ritraeva a bere un succo diverso da quello che pubblicizzava. Con questo lo ricattava a farla restare sulla limousine per poi poter sfilare sul tappeto rosso insieme a lui. Così Stone cancella la foto, ma non riesce a sbarazzarsi di lei; allora intervengono Carl, Porter e Jane che riescono a mandarla via, guadagnandosi l'ingresso che stava ormai svanendo, poiché troppo in fondo alla fila. 

## Il dibattito del cuore
- Titolo originale: Total Debate of the Heart
- Scritto da: Claire Ross Dunn
- Diretto da: Ron Murphy

### Trama
Jane inserisce Carl nella squadra di dibattito al posto di Melissa solo perché è il suo ragazzo. Una ragazza della Terrendale High lo bacia prima della gara, per far arrabbiare Jane, la quale vuole Serge al psoto di Carl; così facendo perdono il dibattito. Carl chiarisce tutto con Jane, che comunque lo lascia a causa della gelosia. Tuttavia, il preside Malone organizza un dibattito aperto a tutta la scuola dove Carl deve convincere la giuria che lui e Jane sono fatti l'uno per l'altra e riesce a vincere il dibattito.

## La matita magica
- Titolo originale: Flowers for Sergernon
- Scritto da: Roger Fredericks
- Diretto da: Don McCutcheon

### Trama
Porter dà a Carl una matita magica per il compito in classe, che scrive da sola quello che uno conosce; quando arriva in classe, però, Serge prende la matita di Carl. Alla fine del compito, Serge guadagna il 100% del voto e Carl invece il 3%. Il preside Malone decide di espellere Serge perché crede che abbia copiato, ma Carl chiede al preside di rifare il compito insieme a Serge per convincerlo della sua innocenza. Porter pensa che, senza la matita magica, sarebbe andato tutto normale, invece Serge riceve il 110%; ciò è accaduto perché la matita ha "risvegliato" la parte intelligente di Serge, nascosta da quella sportiva. Il preside si vede costretto ad espellerlo, ma Carl gli ricorda che, se viene espulso, perderanno la sfida di basket contro la Terrendale High, perciò Malone gli concede una proroga dell'espulsione fino alla fine dell'incontro. Porter, cercando di farlo ritornare sportivo, divide Serge in due: Serge sportivo e Serge intelligente. Porter scopre che aumentando le capacità intellettuali di uno, diminuiscono quelle sportive dell'altro e viceversa; così Carl confonde Serge intelligente per far in modo che Serge sportivo vinca la gara di basket, restituendogli la sua identità e, mentre Serge intelligente svanisce. Il professor Dolby spiega che ha trovato una soluzione logica all'accaduto: mentre provava una nuova tecnica di correzione dei test con ambedue le mani ha scambiato i compiti, perciò è stato Carl a ricevere il 110% e Serge il 3%, ragion per cui non viene espulso.
Intanto, Jane e Brittany concorrono per inventare una nuova coreografia per le cheerleader della Bennett. dopo i provini vengono scelte per farne una in coppia, ma fra di loro ci sono molte incomprensioni; alla fine riescono inspiegabilmente a coordinare i movimenti.

## Vivi e lascia volare
- Titolo originale: Live and Let Fly
- Scritto da: Frank Van Keeken
- Diretto da: Derby Crewe

### Trama
Mentre Porter inizia ad accusare un profondo mal di schiena, Carl vuole invitare Jane al ballo scolastico, ma lei lo precede con una canzone e Carl accetta, ma poi dice a Jane che avrebbe voluto invitarla lui con qualcosa di altrettanto spettacolare (anche se lo dice solo per far colpo, poiché voleva invitarla in un modo banale) e Jane dice di farlo ugualmente. Serge invita Melissa al ballo ma Brittany dice a Melissa e Serge (inconsapevole di ciò che accade) che andrà lei al ballo con il ragazzo. Intanto, Carl chiede aiuto a Denise per la sorpresa a Jane ed essa accetta ma quando Carl chiede a Jane di andare al ballo lei è costretta a rifiutare per non ferire Melissa, che dopo il diniego di Serge era molto triste. Poi Jane gli spiega tutto e i due si riappacificano. Mentre Carl, Porter e Jane sono seduti in un locale, arrivano Denise e il dottor Cassabi e annunciano che Denise ha ottenuto l'incarico da A.T. e vanno ai Piani Alti per conoscere l'incarico assegnato.
Al ballo, prima che vengano eletti il re e la regina, si ferma il tempo e Carl e Jane sono gli unici, insieme a Porter, a potersi muovere; arriva il dottor Cassabi che spiega a Porter la causa del suo mal di schiena: stavano sbucandogli le ali. Porter esulta per il fatto che è diventato un angelo completo, ma si rattrista perché dovrà andare via da Carl; qui si scopre che le sorelle Listern sono in realtà due angeli che hanno sorvegliato Porter. Jane e Carl abbracciano Porter che, in lacrime, se ne va nel cielo. La reginetta del ballo è Brittany mentre il re è Carl: è diventato il più popolare della scuola, grazie all'aiuto di Porter. Nel finale esce la scritta "AIUTA UN ANGELO AD OTTENERE LE ALI" e nei titoli di coda si scopre che l'incarico che ha avuto Denise è il peggiore di tutti: Brittany.